# 膠着語
膠着語（こうちゃくご、英: agglutinative language）または粘着語、粘著語（ねんちゃくご）は、言語類型論による自然言語の分類のひとつ。膠着語に分類される言語は、ある単語に接頭辞や接尾辞のような形態素を付着させることで、その単語の文の中での文法関係を示す特徴を持つ。ドイツの言語学者であるヴィルヘルム・フォン・フンボルトによって1836年に提唱された。

## 概要

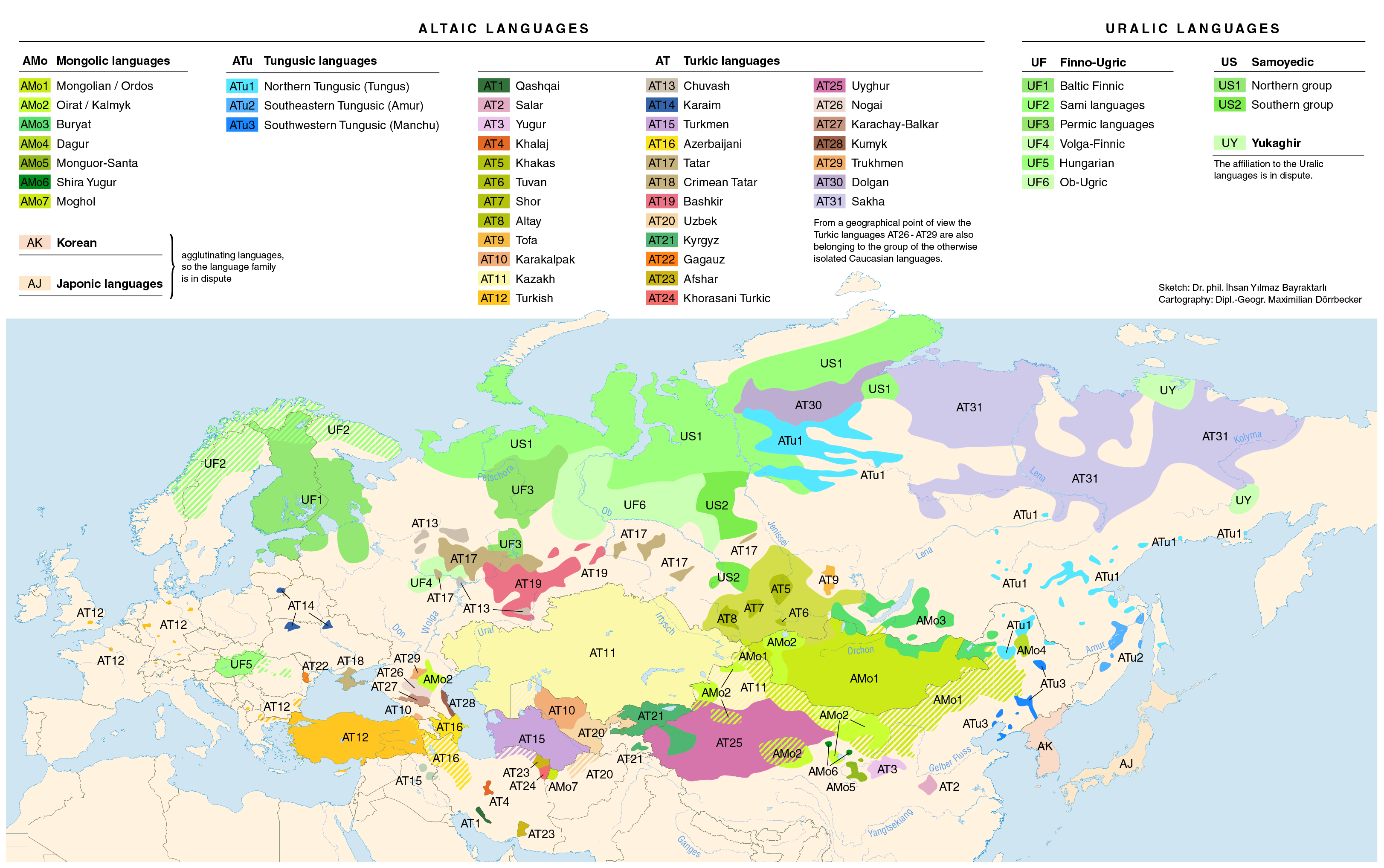
ウラル語族、アルタイ諸語の分布

膠着語に分類される言語は、トルコ語、ウイグル語、ウズベク語、カザフ語等のテュルク諸語、モンゴル諸語、満州語等のツングース諸語、日本語、朝鮮語や、フィンランド語、ハンガリー語等のウラル語族、タミル語等のドラヴィダ語族、チベット・ビルマ語派、エラム語、シュメール語、ハッティ語、フルリ語、ウラルトゥ語等の古代語、人工言語のエスペラントなどである。
エスキモー・アリュート語族、マヤ語族なども膠着語的だが、膠着の長さが極端（文全体が膠着する）なので、抱合語（正確には複統合的言語）とすることが多い。

## 例

### 日本語
例えば、「飛ぶ」という動詞だと
tob という語幹に、
tob anai：「飛ばない」
tob imasu：「飛びます」
tob eba：「飛べば」
tob ô：「飛ぼう」（発音はトボー。（現代仮名遣いではお段の長音をお段のかな＋「う」で表記すると定めているため表記は「飛ぼう」になる）
のように語尾を付着させて変化させる。このように日本語における膠着語とは、語幹に語尾をいろいろ変化させて付着させていく言葉をいう。

### フィンランド語
talossani：talo（「家」）-ssa（～の中で、内格）-ni（私の、所有接辞）

### トルコ語
evimde：ev（「家」）-im（「私」の、所属人称接尾辞）-de（～で、位置格）

## 特徴
一般的に、膠着語に分類されるような言語は以下のような特徴を持つ。膠着語と屈折語は区別が分かりにくいので、ここでは屈折語との対比に重点を置いて述べる。
動詞の活用に関して、規則性が高い
不規則動詞は非常に少なく、大抵は指で数えられる程度の数しかない。また、不規則変化するにしても、完全に無関係な語形に変化する（補充形）ことはほとんどない。日本語では「する」「来る」などが不規則動詞である。
これに対して、屈折語に分類される言語は不規則動詞が多く、しかも使用頻度の高い一部の動詞は完全に無関係な語形（補充形）に変化する（例えば、英語のgoの過去形wentなど）。特に印欧語のほとんどの言語においてコピュラ動詞は補充形を持つ。
名詞の格の表示パターンは1種類か、もしくは非常に限られている
例えば日本語では目的格は「名詞の直後に助詞『を』を付ける」という一貫的なルールにより表され、代名詞を含め、どの名詞にも単一の規則が適用される。言語によっては、母音調和や音便などによる細則が存在する場合があるが、それでも一度ルールを覚えてしまえば、原則としてどの名詞にも適用できる。
対照的に、屈折語は名詞の曲用パターンが名詞の語形や性別などに応じて複数種類あり、しかも代名詞を中心に不規則変化や補充形が多い。場合によっては名詞ごとに覚える必要がある（語形から活用パターンを判別できない場合）。規則変化であっても、変化が語尾だけでなく語幹部分にまで及ぶことがある（語幹母音のウムラウト化、脱落、出没母音など）。
意味と形態素は1対1で対応していることが多い
膠着語では一つの形態素が一つの意味や文法範疇に対応しており、それを順番に並べて用いる。しばしば複数の文法範疇が融合して一つの形態素で表される屈折語とは対照的である。
また、膠着語では、異なる文法範疇を持つ語は必ず異なる語形で表されるという言語が多い。例えば、典型的な屈折語の一つであるロシア語では、男性名詞不活動体や中性名詞においては主格と対格が同形になるが、日本語ではどのような名詞も主格は「～が」、対格は「～を」という助詞を伴っており、助詞が省略された場合を除き、異なる格が同じ語形で表されることはほぼあり得ない。また、屈折語では「無語尾であるということ」自体が意味を持つことがある。例えばロシア語の女性名詞複数生格は、主格語尾の -а を取り除いてゼロ語尾にすることによって表される。これは、女性名詞複数生格が無標なわけではなく、「ゼロ」が標識としての役割を果たしていると考えられる。
基本語順がSOV型であることが多い
接置詞としては前置詞ではなく後置詞を用いることが多い。

## 補足
普通の日本語では「膠着」という言葉は（「膠着状態」で示されるように）付着して容易に離れないことを意味することが多い。しかし、膠着語の「膠着」は単語に接頭辞や接尾辞を貼り付けるという意味だけで使われており、「容易に離れない」という意味はない。